# Negrita
Negrita ist eine italienische Rockband, die 1991 in der Toskana gegründet wurde.

## Bandgeschichte
Die Band entstand Anfang der 90er-Jahre in der Provinz Arezzo und ging aus der Gruppe Inudibili hervor. Der Bandname Negrita verweist auf das Lied Hey Negrita von den Rolling Stones (Black and Blue 1976). Die Gründungsmitglieder waren Frontman Paolo „Pau“ Bruni, die Gitarristen Enrico „Drigo“ Salvi und Cesare „Mac“ Petricich sowie der Schlagzeuger Roberto Zamagni, zu denen bald auch Franco Li Causi am Bass dazustieß. Entdeckt wurde die Band vom Produzenten Fabrizio Barbacci. In den Anfangsjahren traten die Musiker in Clubs in ganz Italien auf, bis sie 1994 beim Label Black Out mit dem Album Negrita debütierten. 1995 folgte bereits Paradisi per illusi. Für die Aufnahme des nächsten Albums zog es die Band in die USA, wo XXX entstand, das 1997 veröffentlicht wurde.
Mit dem Komikertrio Aldo, Giovanni e Giacomo arbeitete die Band 1997 erstmals im Soundtrack des Films Tre uomini e una gamba zusammen; im nächsten Film Così è la vita zeichnete die Band dann für den gesamten Soundtrack verantwortlich. Teil davon war auch das Lied Mama maé, das im Anschluss auch die Top 10 der Singlecharts erreichen konnte. Anfang 1999 veröffentlichte Negrita das nächste Album Reset und konnte Platz drei der Albumcharts erreichen, was ihren endgültigen Durchbruch bedeutete. Ähnlich erfolgreich war dann 2001 auch das Album Radio Zombie mit der Single Bambole. 2003 ging die Band beim Sanremo-Festival mit dem Lied Tonight ins Rennen, erreichte jedoch nur den 18. Platz (von 20). Im Anschluss erschien die erste Kompilation Ehi! Negrita. Im Sommer desselben Jahres stieg Schlagzeuger Zamagni aus der Band aus, an dessen Stelle zunächst Paolo Valli, dann Cristiano Dalla Pellegrina trat.
Das nächste Studioalbum L’uomo sogna di volare legte die Band 2005 vor; darauf enthalten war auch das Lied Rotolando verso sud, das am Wettbewerb Festivalbar teilnahm und ein Sommerhit wurde. Im Album HELLdorado verarbeitete Negrita 2008 Erfahrungen, die sie bei Südamerikareisen gesammelt hatte. Daraus gingen die erfolgreichen Singles Che rumore fa la felicità?, Radio Conga und Gioia infinita hervor. Mit der Single Brucerò per te und dem Album Dannato vivere meldete die Band sich schließlich 2011 zurück. Nach einer ausgedehnten Tournee veröffentlichte sie 2012 ein Livealbum. Nach weiterer Livetätigkeit erklärte im Sommer 2013 Bassist Li Causi seinen Ausstieg. Kurz darauf erschien die zweite Kompilation Déjà vu, die für die Band das erste Nummer-eins-Album wurde.
Der Multiinstrumentalist Guglielmo Gagliano stieg 2013 zur Band, ab 2014 wurde außerdem Giacomo Rossetti fester Bassist. Erneut die Chartspitze erreichte 2015 das schlicht 9 genannte neunte Studioalbum. Diesem folgte ein weiteres Livealbum. Nach einer Jubiläumsedition des 1997 erschienenen Albums XXX 2017 legte Negrita 2018 das zehnte Album Desert Yacht Club vor. Bei ihrer zweiten Sanremo-Teilnahme 2019 landete die Band mit I ragazzi stanno bene auf Platz 20 (von 24).

## Diskografie

### Studioalben
| Jahr | Titel Musiklabel                    | Höchstplatzierung, Gesamtwochen, AuszeichnungChartsChartplatzierungen (Jahr, Titel, Musiklabel, Platzierungen, Wochen, Auszeichnungen, Anmerkungen) | Anmerkungen                                               |
| Jahr | Titel Musiklabel                    | IT | Anmerkungen                                               |
| ---- | ----------------------------------- | --- | --------------------------------------------------------- |
| 1994 | Negrita Black Out                   | — |                                                           |
| 1995 | Paradisi per illusi Black Out       | IT28 (3 Wo.)IT |                                                           |
| 1997 | XXX Black Out                       | IT32 (1 Wo.)IT |                                                           |
| 1999 | Reset Black Out                     | IT3 (10 Wo.)IT |                                                           |
| 2001 | Radio Zombie Black Out              | IT5 (21 Wo.)IT |                                                           |
| 2005 | L’uomo sogna di volare Black Out    | IT9 (46 Wo.)IT |                                                           |
| 2008 | HELLdorado Black Out                | IT5 Platin (2010) · (67 Wo.)IT | Verkäufe: + 60.000                                        |
| 2011 | Dannato vivere Universal            | IT2 Platin · (46 Wo.)IT | Erstveröffentlichung: 25. Oktober 2011 Verkäufe: + 60.000 |
| 2015 | 9 Universal                         | IT1 (32 Wo.)IT | Erstveröffentlichung: 24. März 3015                       |
| 2018 | Desert Yacht Club Universal         | IT5 (10 Wo.)IT | Erstveröffentlichung: 6. März 2018                        |
| 2025 | Canzoni Per Anni Spietati Universal | IT9 (2 Wo.)IT | Erstveröffentlichung: 28. März 2025                       |

### Livealben
| Jahr | Titel Musiklabel        | Höchstplatzierung, Gesamtwochen, AuszeichnungChartsChartplatzierungen (Jahr, Titel, Musiklabel, Platzierungen, Wochen, Auszeichnungen, Anmerkungen) | Anmerkungen                             |
| Jahr | Titel Musiklabel        | IT | Anmerkungen                             |
| ---- | ----------------------- | --- | --------------------------------------- |
| 2012 | Negrita live Universal  | IT3 (13 Wo.)IT |                                         |
| 2016 | 9 Live & Live Universal | IT5 (7 Wo.)IT |                                         |
| 2021 | MTV Unplugged Universal | IT15 (3 Wo.)IT | Erstveröffentlichung: 26. November 2021 |

### Kompilationen
| Jahr | Titel Musiklabel                  | Höchstplatzierung, Gesamtwochen, AuszeichnungChartsChartplatzierungen (Jahr, Titel, Musiklabel, Platzierungen, Wochen, Auszeichnungen, Anmerkungen) | Anmerkungen                                                 |
| Jahr | Titel Musiklabel                  | IT | Anmerkungen                                                 |
| ---- | --------------------------------- | --- | ----------------------------------------------------------- |
| 2003 | Ehi! Negrita Black Out            | IT5 Gold (2015) · (33 Wo.)IT | Verkäufe: + 25.000                                          |
| 2013 | Déjà vu Universal                 | IT1 Gold · (22 Wo.)IT | Erstveröffentlichung: 17. September 2013 Verkäufe: + 25.000 |
| 2017 | XXX. 20th Anniversary Edition     | IT21 (4 Wo.)IT | Erstveröffentlichung: 12. Mai 2017                          |
| 2019 | I ragazzi stanno bene (1994–2019) | IT12 (6 Wo.)IT | Erstveröffentlichung: 8. Februar 2019                       |

### Singles
| Jahr | Titel Album                                 | Höchstplatzierung, Gesamtwochen, AuszeichnungChartsChartplatzierungen (Jahr, Titel, Album, Platzierungen, Wochen, Auszeichnungen, Anmerkungen) | Anmerkungen        |
| Jahr | Titel Album                                 | IT | Anmerkungen        |
| ---- | ------------------------------------------- | --- | ------------------ |
| 1999 | Mama maè Reset                              | IT9 (2 Wo.)IT |                    |
| 2001 | Bambole Radio Zombie                        | IT24 (3 Wo.)IT |                    |
| 2005 | Rotolando verso sud L’uomo sogna di volare  | IT12 Platin (2015) · (26 Wo.)IT | Verkäufe: + 30.000 |
| 2008 | Che rumore fa la felicità? HELLdorado       | IT11 (15 Wo.)IT |                    |
| 2009 | Radio Conga HELLdorado                      | IT28 (11 Wo.)IT |                    |
| 2009 | Gioia infinita HELLdorado                   | IT16 Platin (2019) · (15 Wo.)IT | Verkäufe: + 50.000 |
| 2011 | Brucerò per te Dannato vivere               | IT10 Gold · (20 Wo.)IT | Verkäufe: + 15.000 |
| 2012 | Il giorno delle verità Dannato vivere       | IT89 (3 Wo.)IT |                    |
| 2012 | Un giorno di ordinaria magia Dannato vivere | IT59 (12 Wo.)IT |                    |
| 2013 | La tua canzone Déjà vu                      | IT30 (14 Wo.)IT |                    |
| 2015 | Il gioco 9                                  | IT50 Gold · (15 Wo.)IT | Verkäufe: + 25.000 |
| 2016 | I tempi cambiano 9 Live & Live              | IT79 (1 Wo.)IT |                    |
| 2019 | I ragazzi stanno bene –                     | IT60 (1 Wo.)IT |                    |

Weitere Singles
- Ho imparato a sognare (1997) – 2019 Gold (25.000+)[2]
- Sex (1997) – 2019 Gold (25.000+)[2]
- Magnolia (2003) – 2017 Platin (100.000+)[2]

## Bibliografie
- Drigo: Rock Notes. Appunti di viaggio del chitarrista dei Negrita. Mondadori, 2006, ISBN 978-88-04-55552-0.
- Negrita mit Alessio Pizzicannella: Verso sud, alla ricerca del battito perfetto. Arcana, 2006, ISBN 978-88-7966-426-4.